# メルセデス・ベンツ・300SL
メルセデス・ベンツ・300SL（Mercedes-Benz 300SL ）は、ドイツの自動車メーカーダイムラー・ベンツ（現メルセデス・ベンツ・グループ）が開発・製造したスポーツカーである。同社の高級スポーツカー、SLクラスの初代モデルにあたる。
ガルウィングドアと世界初のガソリン直噴エンジンを特徴とする2シーター・クーペ。1957年以降はオープンのロードスターに変更された。

## 概要
車名の「300」はエンジン排気量3リットル、「SL」はドイツ語「Sport Leicht」の略で軽量スポーツカーを意味する。ダイムラー・ベンツの社内コードはW198。
当初はワークス・チーム用のプロトタイプレーシングカーとして開発されていた（社内コードはW194）。1952年の国際スポーツカーレースで収めた成功の中でも、「世界一過酷な公道レース」といわれたカレラ・パナメリカーナ・メヒコにおける勝利は、アメリカのスポーツカー愛好家たちに強い印象を与えた。

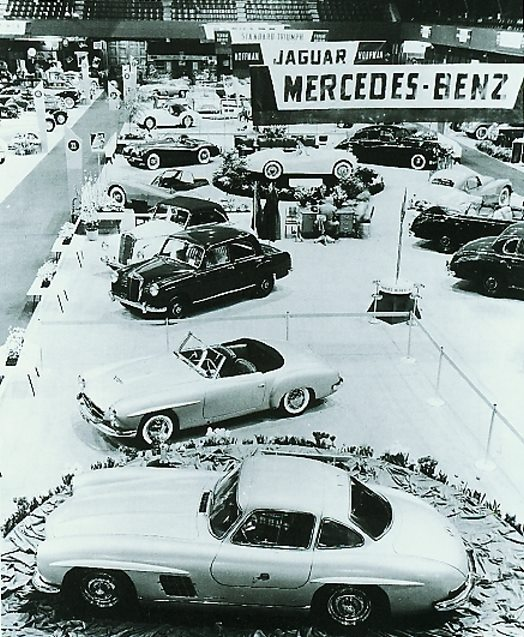
1954年ニューヨーク国際オートショーで発表された300SL（手前）と190SL（2台目）

300SLの市販予定はなかったが、ニューヨークで高級輸入車インポーターを経営するマックス・ホフマン (Max Hoffman) はアメリカ市場における需要を予想し、1000台の確定注文をもってダイムラー・ベンツ社を説得した。そして1954年2月、ニューヨーク国際オートショーで市販モデルとなるW198がデビュー。同時に廉価版となる190SL (R121) も発表されている。

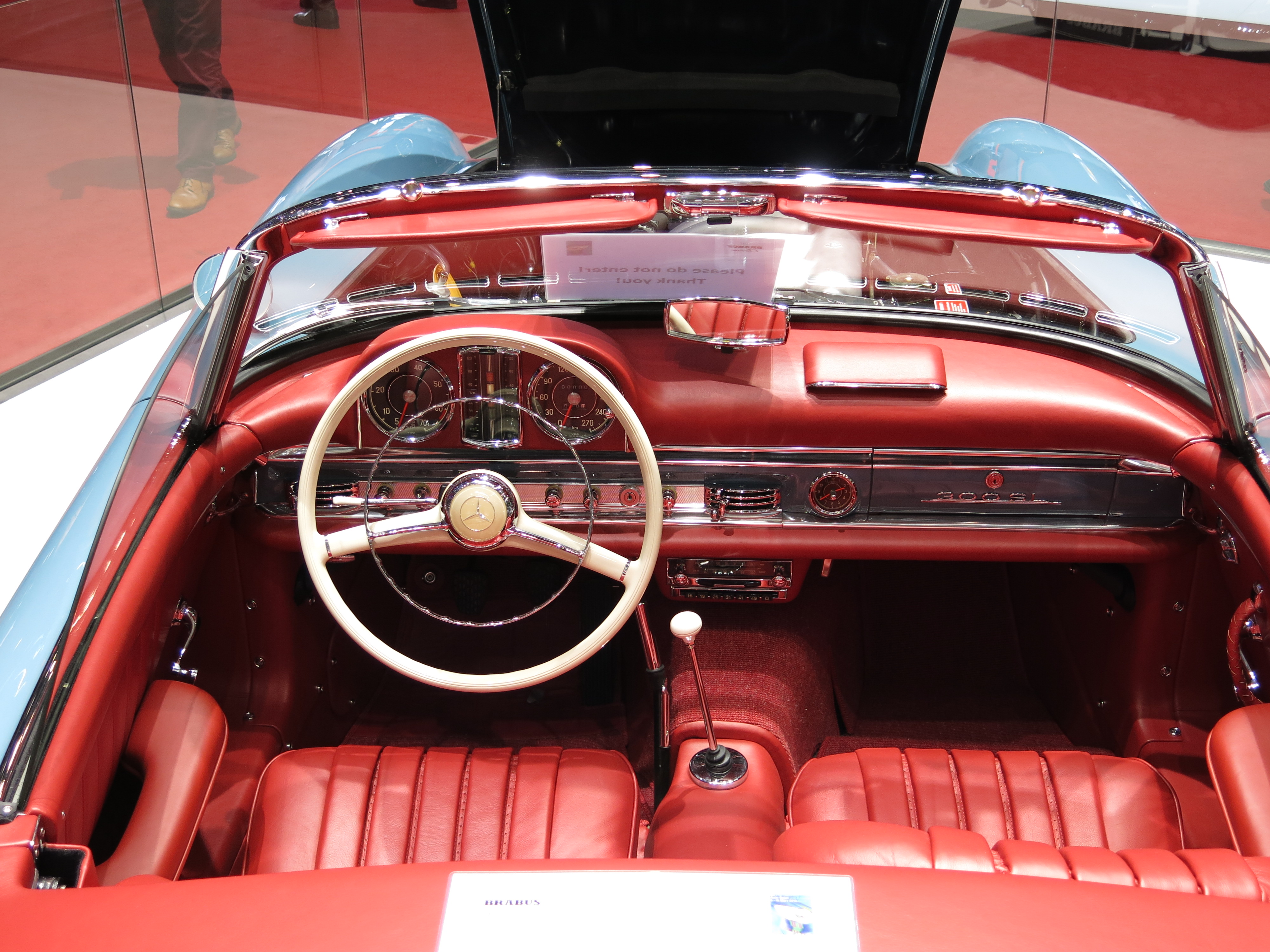
インテリア

販売価格は6,820ドルと高額であるにもかかわらず人気車種となった。
1957年5月をもってクーペを生産終了し、ロードスターに一本化。1963年、後継となる230SLの登場に伴い販売を終了した。生産台数はクーペが1,400台、ロードスターが1,858台。廉価版の190SLは4,000ドル以下と比較的安価だったこともあり、生産台数は2万5881台に達した。
多くのドライバーが事故で死亡したため、“ウィドウ・メーカー”（未亡人製造機）という蔑称を付けられた事もあった。
なお、左ハンドル車のみの設定で右ハンドル車は存在しなかったが、アラブの石油王が大枚を叩いて右ハンドル車を特注で作製した。
その独特なドア機構をはじめ、世界初の技術を多数盛り込んだ300SLは、メルセデス・ベンツの歴史を語る上で外せないモデルである。現在でもコレクターを中心に高い人気を誇っており、価格は40万ドル（約4100万円）以上に達している。アメリカの自動車雑誌『スポーツカー・インターナショナル』誌は、300SLを「歴史上5位のスポーツカー」に認定した。

## 特徴

### ガルウィングドア

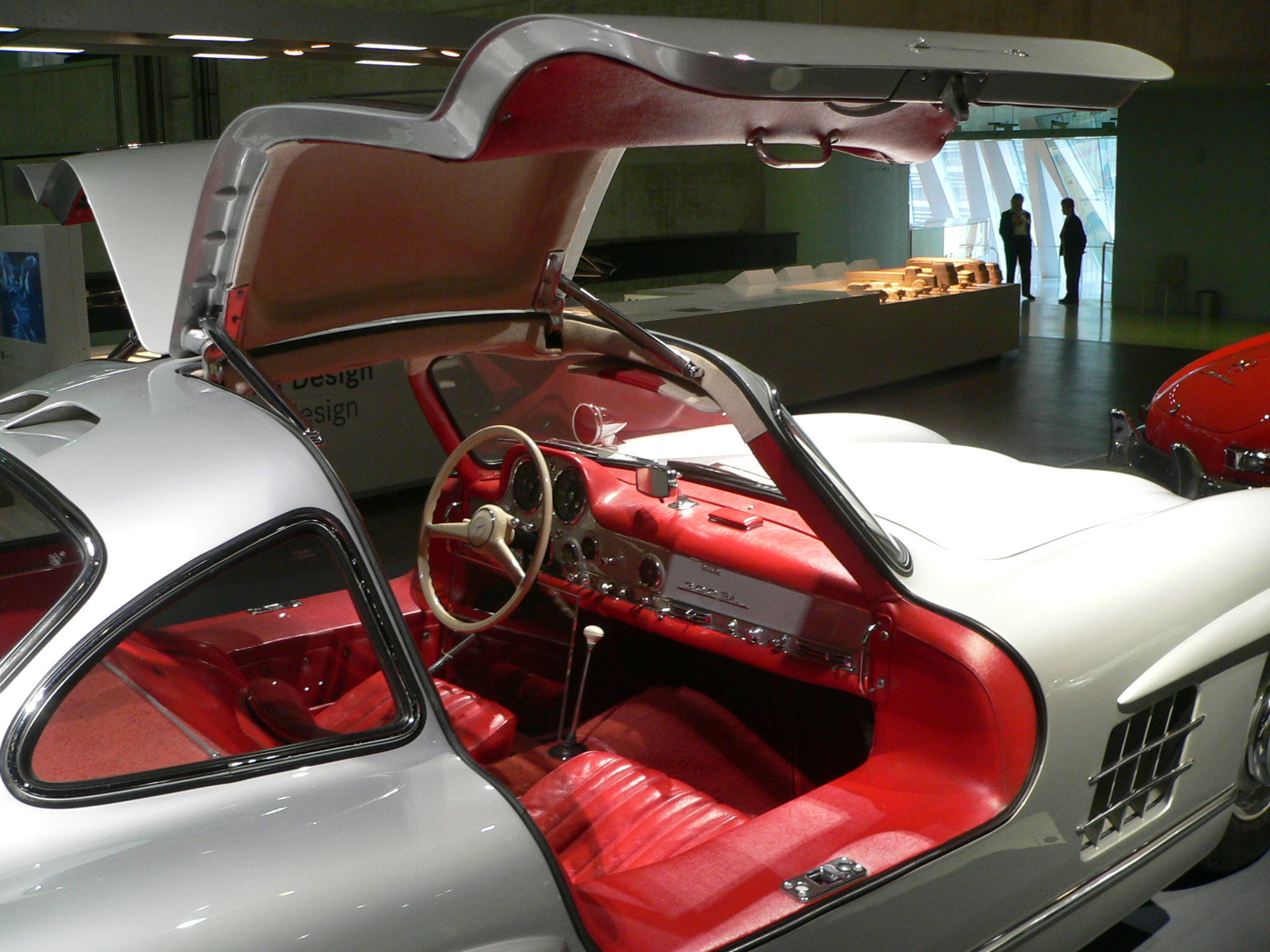
ガルウィングドアを開放した300SL。サイドシルはアームレストの高さまである。

ドアはルーフ上にヒンジのある跳ね上げ式で、開放するとカモメの翼のような形状となることからガルウィングドアと名付けられた（市販車としては300SLが初採用）。
プロトタイプのシャーシは軽量化と強度確保を両立させる目的で、細い鋼管を組み合わせたマルチチューブラー・スペースフレームを採用した。ガルウィングドアを採用したのはデザイン目的ではなく、シャーシ構造上サイドメンバーが座席の脇を貫通するため、サイドシルが高くなりすぎて通常の横開きドアでは乗降が困難になったためである。レース参戦時にクレームをつけられると、メルセデス・チーム監督のアルフレート・ノイバウアーは「ドアが横開きに限るとはどこにも書いていない」と主張して認められたという。当初は開口部がサイドガラス辺りまでしかなく、サイドシルを大きく跨いで乗降していたが、1952年のル・マン24時間レースに出場した際、主催者から安全面のアドバイスを受けて開口部を拡げた。
この方式は同じシャーシ構造をもつ市販型300SLでも継承された。ステアリングは乗降時にひざにぶつからないよう、前方に倒れる可倒式とされた。
なお、当時の技術では窓の開閉ができないという欠点があり、室内はエンジンの発する熱が入り込んでかなり暑くなるという問題点があった。リアウインドウに排熱用の機構を備えているものの、あまり機能しなかったという。さらに当時はカーエアコンを自家用車に搭載するという思想もほとんどなかったため、真夏の運転は過酷を極めた。
性能優先のスポーツカーであり、乗降性や快適性を重要視した設計ではないが、スカートやドレス姿の女性をエスコートする富裕層にとっては乗降性の悪さがネックとなった。後のロードスターモデルでは日常的な使用を考慮してフレームが再設計され、ドアの形状・開閉方向は一般的なものとなり、窓も開閉できるようになった。それでも鋼管スペースフレームゆえの開口部の狭さから、乗り降りには多少の慣れを要した。

### 直噴式エンジン

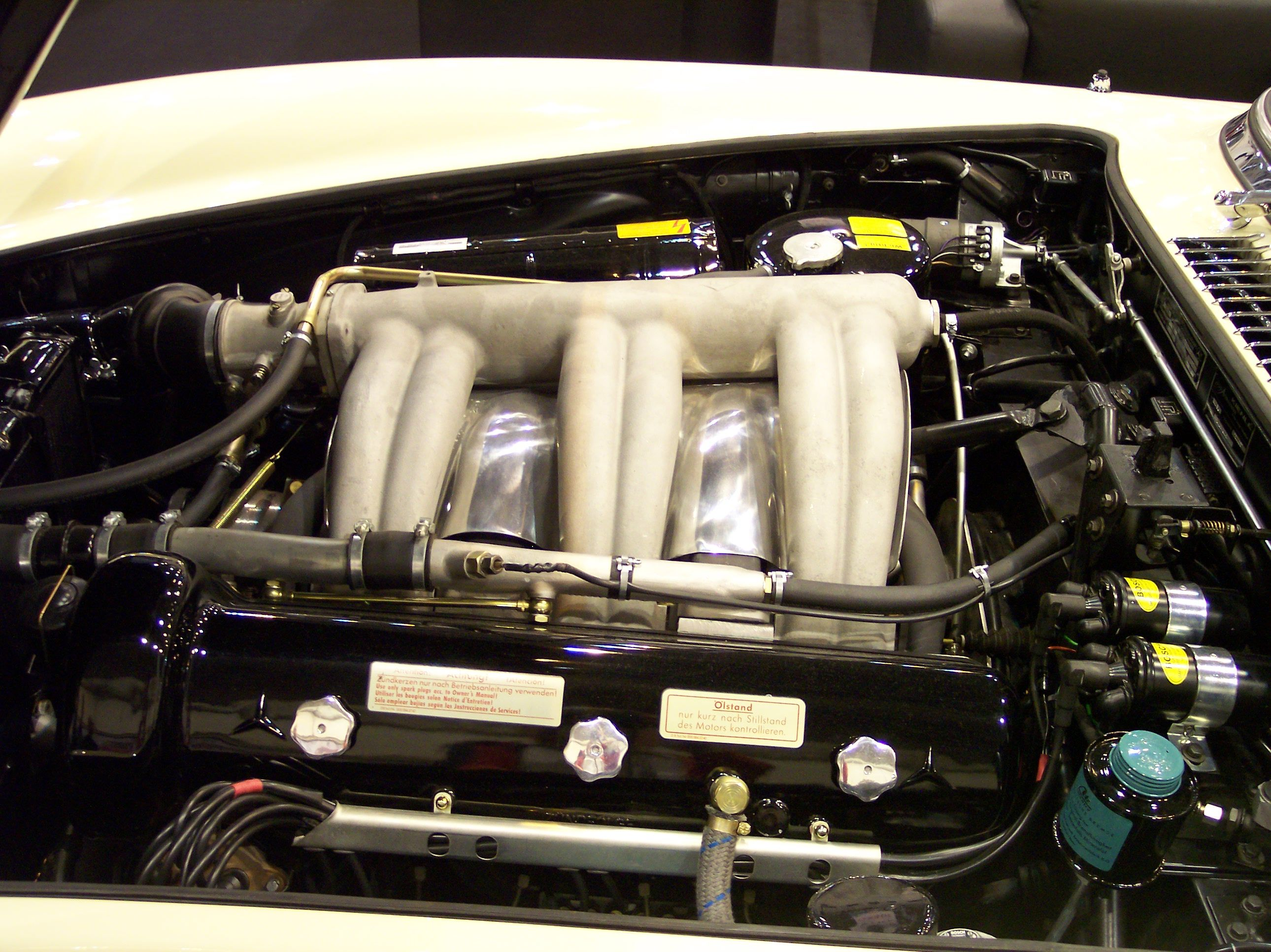
M198型エンジン。前面投影面積減少のため進行方向左側に傾けて搭載されている。

プロトタイプは300リムジン (W186) の3.0L直列6気筒SOHCエンジンを115 PSから171 PSにレースチューンし、左に50度傾けて設置した。市販モデルではソレックス製キャブレターに換装し、ボッシュ製の機械式燃料噴射装置を採用、最高出力は当初の2倍近い215 PS / 5,800 rpm（SAE表示では240 PS）、最大トルクは28.0 kgm / 4600 rpmを発生した。機械式燃料噴射装置およびガソリン直噴エンジンは市販車では初採用である。最高時速は260 km/hに達し、当時の市販車では最速を誇っていた。
燃料噴射装置の整備は、現在の電子式に比べて高度な技術が要求された。機械式は点火を止めても、エンジンが停止するまでガソリンを噴射し続けるため、残留したガソリンがシリンダー壁面のオイルを洗い流してしまうという問題点があった。加えて競技用の大型オイルクーラーを搭載していたため、残留ガソリンの蒸発効果が低下してオイルを洗い流すスピードが速まり、約1,600kmごとにオイル交換を要していたという。
クラッチペダルはとても重く、多くのドライバーが左脚のふくらはぎを痛めていたとされる。ロードスターモデルではペダルの踏力を軽減するため、ばねが組み込まれた。

## バリエーション

### 300SLプロトタイプ (W194)

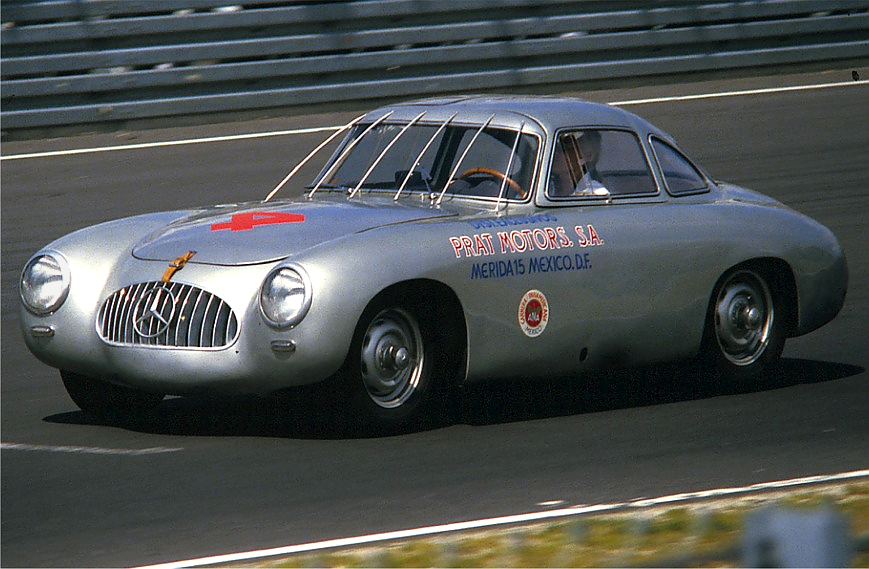
300SL"カレラ・パナメリカーナ・メヒコ"（1952年）

スポーツカーレース用ワークスマシン。シャーシやボディは新設計だが、エンジンや足回りは開発期間短縮のため300リムジン (W186) から流用した。「SL」は計画発表段階では「Super Leicht（超軽量）」を意味しており、スペースフレームと軽量なアルミ製ボディにより車重を870 kgに抑えている。ボディラインは市販型よりも丸みを帯びており、フロントグリルは縦型グリルを採用し、レース参戦を記念して「パナメリカーナグリル」と名付けられ、そのグリルはAMGモデルの最強の証としてその後メルセデスAMG・GTなどに採用されている。
レース参戦と並行してスーパーチャージャー式エンジンやエアブレーキの搭載がテストされた。レース活動終了後の1953年には、トランスアクスルや燃料噴射エンジンのテストカーも製作されている。

### 300SLクーペ / ロードスター (W198)

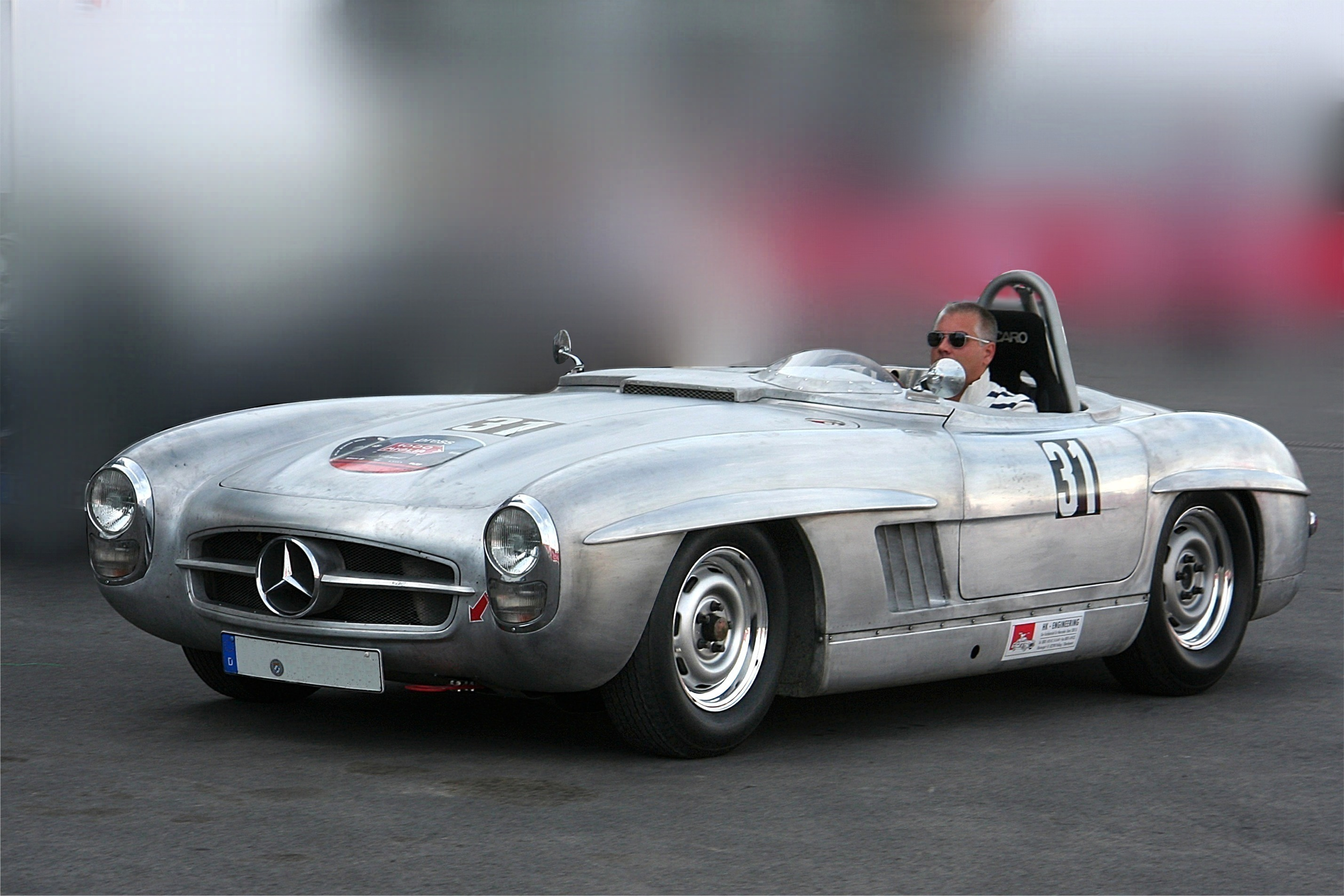
300SLS

ガソリン直噴エンジンを搭載するロードバージョン。ボンネットとドア、トランクリッドを除いてスチール製ボディとなり、車両重量は大幅に増加した。フロントはフェイスリフトされ、ボディラインは抑揚のついたデザインとなり、ホイールハウス上のフィンと排熱用のエアベントが追加された。内装も顧客層にあわせて、高級感のある仕様に変更された。ロードスターにはオプションで着脱式のハードトップ・ルーフが用意されていた。
リアサスペンションはキャンバーの変化により突発的なアンダーステアを起こすことがあり、ロードスターモデルではスイングアクスルのピボット位置を下げ、マイルドな挙動を示すよう改良された。また、ロードスターでは燃料タンクが小型化され、トランクルームが拡大された。ホイールベースは変わらないが、全長はやや長くなっている。
クーペモデルとロードスターモデルとではフロントまわりのデザインが異なっており、クーペが丸形2灯式ヘッドランプなのに対しロードスターは異形縦型楕円2灯式ヘッドランプである。ただし、顧客の希望に応じて、ダイムラーベンツ本社が丸形と縦型のヘッドランプを取り替えた例も少なからずある。日本において石原裕次郎の愛車として知られる個体は、ロードスタータイプのヘッドランプの付いたクーペである。
また、オープンスポーツモデルの300SLSも少数存在する。

### 190SL (R121)

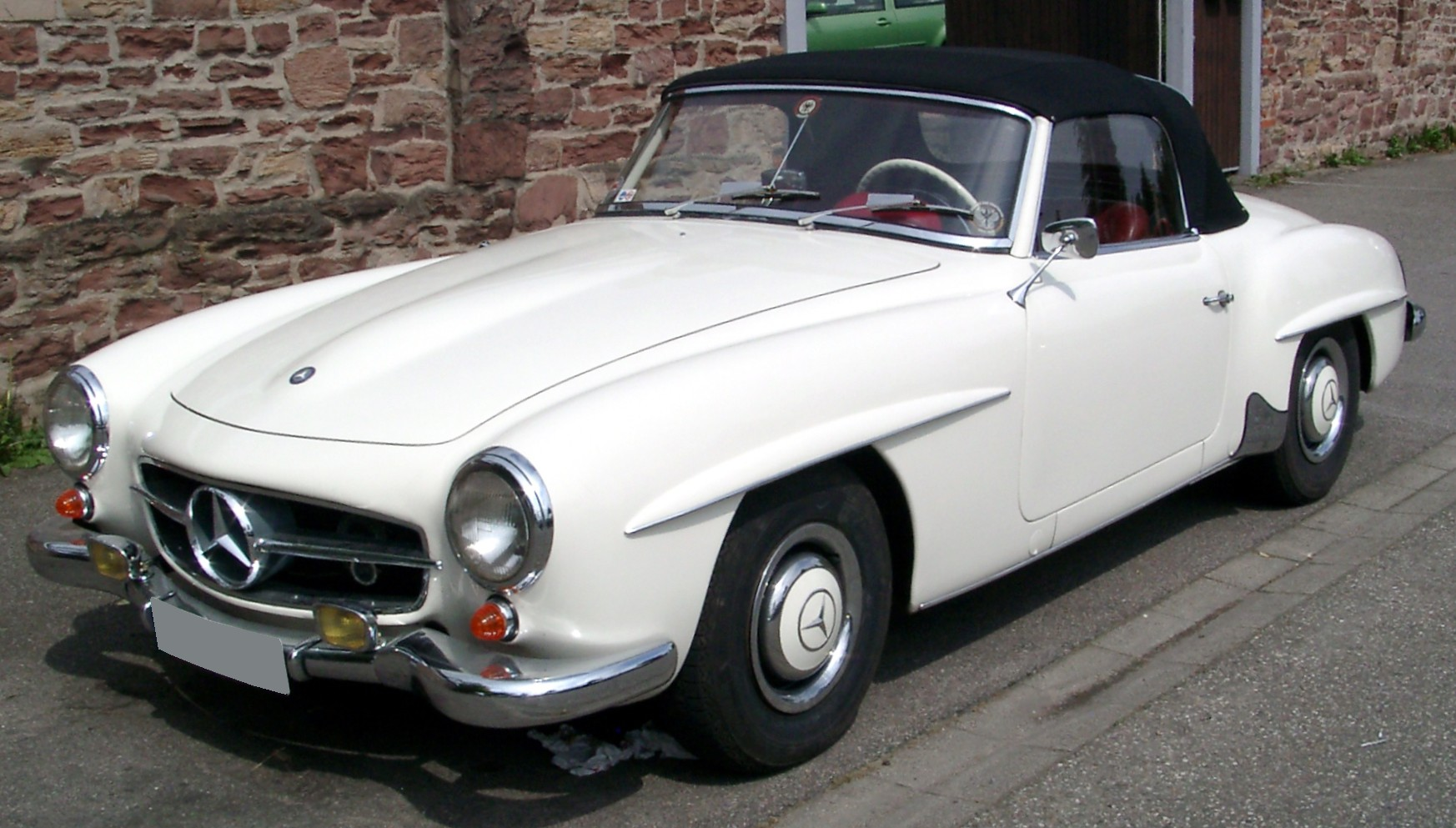
190SL

外見は300SLと共通するシルエットでホイールベースも2,400mmと同一だが、中身は別物であり、W121系シャーシをベースとした設計にキャブレター式1.9L直列4気筒SOHCのM121エンジン (110 PS) を搭載する。300SLに比して格段に廉価なうえ、特殊設計だらけで運転も整備も制約の多かった300SLと違い、穏健・常識的な性能水準に抑えられて一般ユーザーにも扱いやすかったことから、商業的には大いに成功を収めた。ロードスターとして発売され、後にハードトップモデルが追加された。
300SL、190SLともにブレーキは前後とも当初はドラムブレーキであったが、1961年以降はディスクブレーキに変更されている。
力道山、石原、夏木陽介とともによく所有者として紹介される歌手の三橋美智也が所有していたのはこちらのモデルである。
なお、同車が絶版になって以降4気筒エンジン搭載のSLクラスとしてはその後2022年にメルセデスAMG・SL 43が発表されるまで待つこととなった。

## レース歴
第二次世界大戦後レース活動を休止していたメルセデス・ベンツは、グランプリレースへの復帰を計画。その準備段階として300SLプロトタイプを製作し、1952年のみスポーツカーレースにワークス参戦した。エンジン出力は175PSしかなかったが、軽量で空気抵抗の少ないシャーシにより、フェラーリ、ジャガーといった強敵を相手に、高速レースでも驚くべき実力をみせた。メカニズムの優れた信頼性と、鉄壁のサポート体制も成功の要因となった。

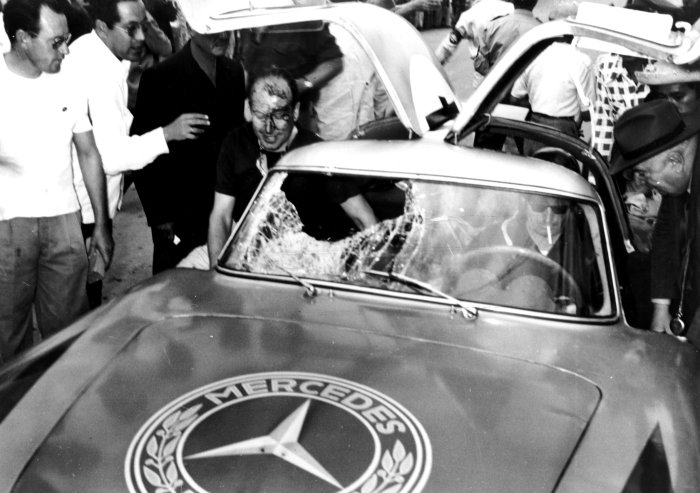
ハゲタカ衝突後の状況。ウィンドスクリーンは砕け、ハンス・クレンクは頭部を負傷した。

デビューレースのミッレミリアでは2位と4位を獲得。ベルンGPの前座レースで最初の勝利を得たが、名手ルドルフ・カラツィオラが負傷し、第一線から退くことになった。1952年のル・マン24時間レースでは首位のピエール・ルヴェー（タルボ）がゴール1時間前にリタイアしたことで、ヘルマン・ラング / フリッツ・リース組が総合優勝を果たした。地元ニュルブルクリンク25周年記念レースでの勝利を経て、メキシコで行われたカレラ・パナメリカーナ・メヒコにも遠征し、カール・クリンク / ハンス・クレンク組が優勝してワークス活動を締めくくった。
カレラ・パナメリカーナ・メヒコの有名なエピソードとして、優勝者のクリンク / クレンク組を襲ったハゲタカ衝突事故がある。峠道を200 km /hで走行中、道路脇から飛び立ったハゲタカの群れの一羽がウィンドスクリーンに衝突。その衝撃でナビゲーターのクレンクは流血し、一時意識を失ったが、レースを止めることなく70 km先のタイヤサービス地点まで走り切った。その後は、対策としてウィンドスクリーンの前に8本の鉄柵を取り付けて走行することになった。
市販型300SLをベースとした車両によるワークス活動は行われなかったが、ミッレミリアのGTクラス優勝などプライベーターの活躍によりレースシーンを賑わせた。
1955年、メルセデスは300SLR（3リッター直列8気筒燃料直噴エンジン）によって世界スポーツカー選手権を制覇する。ただし、300SLRは名前は似ているものの、W194がベースである300SLとは異なり、W194の次に設計されたレーシングカーであるF1マシンW196がベースであり、300SLと300SLRに直接の関連はない。

## 復刻
1996年、メルセデス自身の手によってAMG製エンジンや最新のシャーシの上に300SLのボディを被せたカスタムカーが2台製作され、外誌がこの存在をスクープした（日本ではカーグラフィック誌が配信）。注文主は明らかされなかったが、ブルネイのハサナル・ボルキア国王ではないかと報じている。オリジナルの300SLは左ハンドル仕様のみ製造されたが、この2台は右ハンドル仕様であった。
2009年、ガルウイングアメリカ社は300SLのレプリカモデル製作を発表した。これは市販型ではなく、カレラ・パナメリカーナ・メヒコに出場したプロトタイプをモチーフにしていた。
F1のセーフティカーとしても使用されていたSLS AMGは、ガルウィングドアなど300SLの意匠を継承している。
2012年、ダイムラーは許可なく300SLのレプリカを製造・販売していたドイツ国内の企業を訴え、勝訴した後に、そのレプリカをスクラップにする模様を公開して、違法コピーを拒絶する姿勢を示した。

## 関連事項
- メルセデス・ベンツ・SLクラス
- メルセデス・ベンツ・SLS AMG
- メルセデス・ベンツ・300SLR
- 力道山
- 石原裕次郎 - 愛車の300SLは小樽市の石原裕次郎記念館に展示されていたが、2017年8月31日を以って閉館。
- 夏木陽介